# Ladislaus von Bortkewitsch

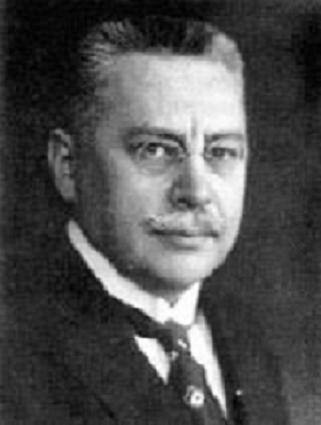

Ladislaus von Bortkewitsch (* 7. August 1868 in Sankt Petersburg; † 15. Juli 1931 in Berlin), auch Ladislaus von Bortkiewicz oder Władysław Bortkiewicz (polnische Form), war ein in Deutschland lehrender russischer Ökonom und Statistiker polnischer Abstammung.

## Leben
Bortkewitsch studierte Jura in St. Petersburg und dann nach seinem Abschluss 1890 politische Ökonomie und Statistik in Straßburg, Göttingen (1892), Wien und Leipzig. 1893 wurde er in Göttingen mit der Dissertation „Die mittlere Lebensdauer: Die Methoden ihrer Bestimmung und ihr Verhältnis zur Sterblichkeitsmessung“ bei Wilhelm Lexis promoviert. Ab 1895 lehrte er als Privatdozent Statistik und Versicherungsmathematik in Straßburg, war 1897 bis 1901 Angestellter einer Eisenbahngesellschaft in St. Petersburg, wobei er nebenher Statistik unterrichtete, und wurde 1901 außerordentlicher Professor für Statistik an der Universität Berlin. 1920 wurde er dort ordentlicher Professor.
In der Versicherungsmathematik untersuchte er u. a. Sterberaten und in der Statistik die Poisson-Verteilung. In der ökonomischen Theorie hat er unter Rückgriff auf eine Problemformulierung von Wladimir Karpowitsch Dmitrijew in der Arbeitswerttheorie eine Lösung für das Transformationsproblem entwickelt.
In mehreren Arbeiten untersuchte Bortkewitsch aus mathematisch-methodischer Sicht die Wahlsysteme seiner Zeit. Unter allen Sitzzuteilungsverfahren, die bei Verhältniswahlen Anwendung finden, charakterisierte er das Sainte-Laguë-Verfahren dadurch, dass bei einem Sitztransfer zwischen zwei Teilnehmern die Unterschiede der Erfolgswerte minimiert werden. Der auf paarweise Vergleiche aufbauende Ansatz wurde später von Edward Vermilye Huntington perfektioniert.
Bortkewitsch war Mitglied der schwedischen Akademie der Wissenschaften, der Royal Statistical Society, der American Statistical Association und des International Statistical Institute. Zu seinen Schülern gehörte der Arzt und bedeutende Medizinalstatistiker Karl Freudenberg (1892–1966).

## Werke
- Die mittlere Lebensdauer. Die Methoden ihrer Bestimmung und ihr Verhältnis zur Sterblichkeitsmessung. Gustav Fischer, Jena 1893 (Göttinger Digitalisierungszentrum)
- Review of Léon Walras, Éléments d’économie politique pure, 2e édit. In: Revue d’économie politique. 1890
- Das Gesetz der kleinen Zahlen. 1898
- Ladislaus von Bortkiewicz: Wertrechnung und Preisrechnung im Marxschen System (1). In: Archiv für Sozialwissenschaft und Sozialpolitik. Band 23, 1906, S. 1–50 (online [PDF]).
- Ladislaus von Bortkiewicz: Wertrechnung und Preisrechnung im Marxschen System (2). In: Archiv für Sozialwissenschaft und Sozialpolitik. Band 25, 1907, S. 10–51 (online [PDF]).
- Ladislaus von Bortkiewicz: Wertrechnung und Preisrechnung im Marxschen System (3). In: Archiv für Sozialwissenschaft und Sozialpolitik. Band 25, 1907, S. 455–488 (online [PDF]).
- Ladislaus von Bortkiewicz: Zur Berichtigung der grundlegenden theoretischen Konstruktion von Marx im dritten Band des 'Kapital'. In: Jahrbücher für Nationalökonomie und Statistik (III. Folge). Band 34, 1907, S. 319–335 (online [PDF]).
- Die Sterbeziffer und der Frauenüberschuss in der stationären und in der progressiven Bevölkerung. Zugleich ein Beitrag zur Frage der Berechnung der verlebten Zeit. In: Bulletin de l’Institut International de Statistique. Band 19, Nr. 1, 1911, S. 63–183.
- Die radioaktive Strahlung als Gegenstand wahrscheinlichkeitstheoretischer Untersuchungen. Springer, Berlin 1913
- Die Iterationen, spanish version, 1917
- Value and Price in the Marxian System. In: International Economic Papers. Band 2, 1952, S. 5–60.
- Der Kardinalfehler der Böhm-Bawerkschen Zinstheorie. (Schmoller’s Jahrbücher, vol. xxx).